# Wyzwolenie Krakowa (1945)

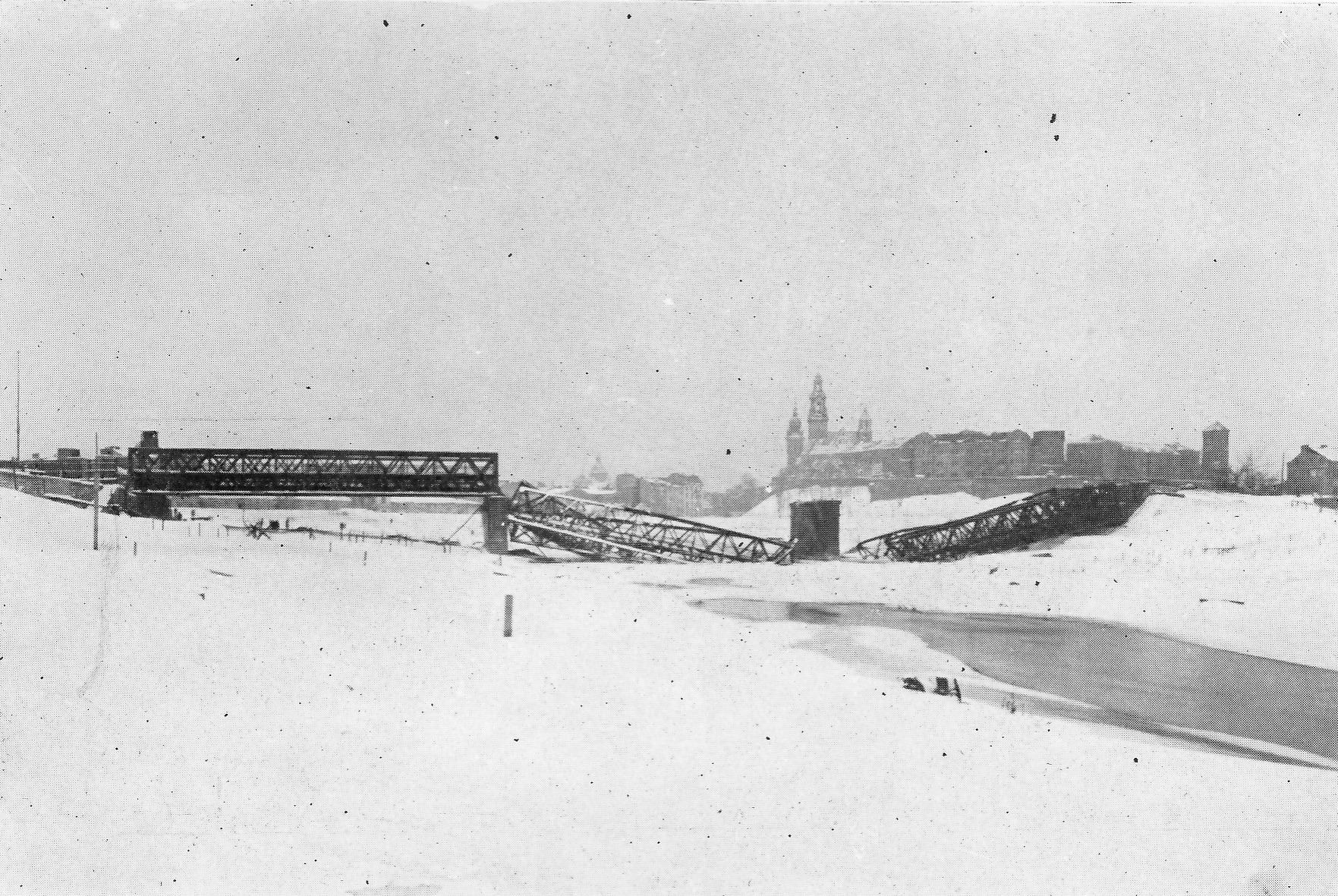
Most Dębnicki na Wiśle zniszczony przez wycofujących się Niemców. W tle Wzgórze Wawelskie

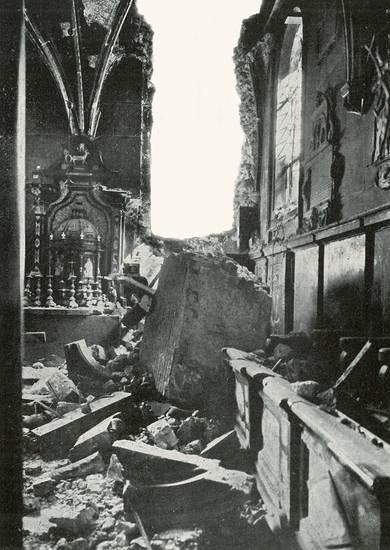
Kaplica Mariacka na Wawelu po zrzuceniu przez Wojskowe Siły Powietrzne Armii Czerwonej bomby lotniczej na dziedziniec Stefana Batorego

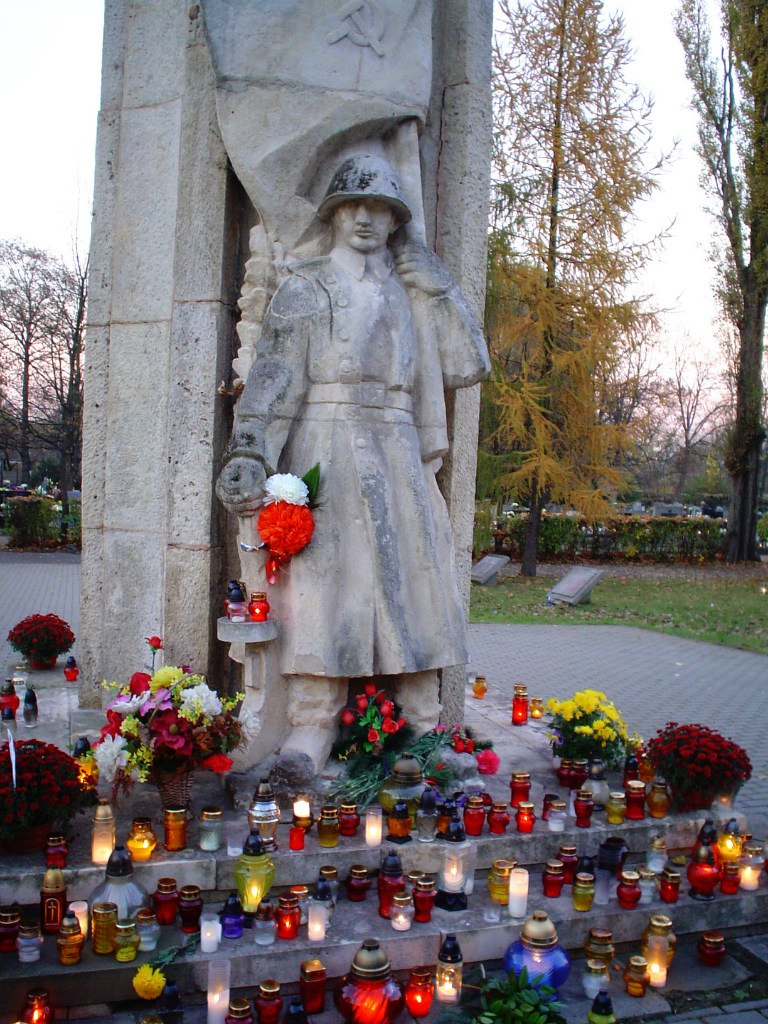
Pomnik żołnierzy Armii Czerwonej na Cmentarzu Rakowickim w Krakowie

Wyzwolenie Krakowa – bitwa stoczona 18–19 stycznia 1945 roku w rejonie Krakowa pomiędzy nacierającymi w ramach operacji wiślańsko-odrzańskiej radzieckimi oddziałami 1 Frontu Ukraińskiego a broniącymi miasta oddziałami niemieckimi.

## Niemieckie przygotowania obronne
W styczniu 1945 wobec zbliżającej się do Krakowa Armii Czerwonej, Hans Frank uciekł do Bawarii, gdzie w Neuhaus am Schliersee (obecnie dzielnica miejscowości Schliersee) urządził filię Generalnego Gubernatorstwa w Polsce (Außenstelle des Generalgouvernements Polen). Z Krakowa zabrał, uprzednio zrabowane w Polsce, liczne dzieła sztuki, między innymi dzieła Rembrandta, Rafaela oraz Leonarda da Vinci.
Kraków jako stolica Generalnego Gubernatorstwa był przygotowany do obrony:
- Obrona „dzielnicy rządowej” – okolice budynku obecnej AGH i ulicy Królewskiej
- Fortyfikacja budynków na skrzyżowaniach ulic i tworzenie wokół nich punktów oporu
- Wykorzystanie fortów c.k. Twierdzy Kraków rozmieszczonych na wzgórzach pomiędzy Kosocicami i Prokocimiem, a Skotnikami. W grudniu 1944 Wehrmacht wykorzystał forty północnego i wschodniego frontu III pierścienia dla organizacji pozycji obronnej, stawiając krótkotrwały opór Armii Czerwonej. Fort 2 (3) „Kościuszko” przemianowany przez Niemców na „Fort Liszt” pełnił rolę centrum łączności oraz centrali telefonicznej. Osobną rolę spełnił fort 43 „Pasternik” jako rzekoma centrala minerska do odpalenia ładunków wybuchowych w rzekomo zaminowanym mieście – co miało sparaliżować ewentualne próby włączenia się mieszkańców w walkę z Niemcami[1]. Część obiektów została jednak zaminowana i wysadzona – jak np. mosty na Wiśle, czy lotnisko w Rakowicach, ale wielu zniszczeń oszczędzili Krakowowi żołnierze Armii Krajowej, niszcząc połączenia kablowe i rozbrajając część ładunków. Wycofując się, Niemcy wysadzili i zniszczyli kilka obiektów:
- przygotowania do wysadzenia elektrowni, gazowni, wodociągów,
- przygotowania do wysadzenia mostów,
- ciekawym rozwiązaniem były również specjalne betonowe słupy tzw. „Fallkörper”. W razie potrzeby były one przewracane za pomocą ładunku wybuchowego, powstrzymując w ten sposób zbliżający się pojazd. Tego typu przeszkody można było spotkać w okolicach placu Dominikańskiego. Słupy te nadal można zobaczyć w Krakowie w rejonie ul. Wodnej.

## Atak radziecki
Główne natarcie na samo miasto szło od północnego zachodu przez Bronowice oraz od północy przez Prądnik Czerwony. Bardzo szybko doszło też do zajęcia przez wojska sowieckie przyczółku w Pychowicach. Dla Niemców oznaczało to realne zagrożenie odcięcia drogi odwrotu.
18 stycznia po południu, 317 Pułk Strzelecki zajął Łobzów, 203 Pułk Strzelecki dworzec towarowy, a 22 Pułk Strzelecki Olszę i Rakowice. Do Rynku było więc jeszcze parę kilometrów, a zatem trudno mówić o zajęciu miasta właśnie w dniu 18 stycznia.
Dopiero 19 stycznia przed południem pododdziały sowieckie zajęły Stare Miasto. Walki w dzisiejszych południowych dzielnicach oraz na południe od Krakowa (Libertów – Mogilany) trwały jeszcze do 23 stycznia. Wycofujące się oddziały niemieckie zdołały jedynie wysadzić w powietrze wszystkie mosty na Wiśle. Ostatnie oddziały niemieckie broniły się na Krzemionkach.
W Moskwie oddano 24 salwy z 324 dział, zaś z rozkazu Stalina dowodzona przez generała pułkownika Iwana Korownikowa 135 Dywizja Strzelecka 59 Armii otrzymała miano „krakowskiej”.

## Następstwa
Wojska 1 Frontu Ukraińskiego zajęły większą część Krakowa. Zgodnie z taktyką marszałka Iwana Koniewa nieprowadzenia w miarę możliwości walk na terenie zajmowanych miast, żołnierze Armii Czerwonej zostali poinformowani o najważniejszych i najcenniejszych obiektach zabytkowego miasta i wiedzieli, że ich zadaniem jest nie tylko zdobycie, ale i ocalenie Krakowa. W swojej książce Czterdziesty piąty Iwan Koniew pisał: 

Rzeczą niezmiernie ważną było osiągnięcie szybkości działań wszystkich wojsk uczestniczących w natarciu na Kraków. Tylko to mogło uratować miasto przed zburzeniem, a chcieliby zdobyć je nietknięte. Dowództwo Frontu zrezygnowało z uderzeń na nie artylerii i lotnictwa.

Miejska Rada Narodowa w Krakowie na uroczystej sesji w dniu 23 kwietnia 1955 nadała marszałkowi Iwanowi Koniewowi honorowe obywatelstwo miasta Krakowa

dając wyraz głębokiej wdzięczności mieszkańców miasta dowódcy 1. Frontu Ukraińskiego, którego bohaterskie wojska wyzwoliły Kraków spod okupacji hitlerowskiej i ocaliły go przed zniszczeniem.

W rzeczywistości w trakcie walk sowiecka artyleria i lotnictwo zniszczyły ponad 450 budynków, w tym doszczętnie kamienice wokół Dworca Głównego. 17 stycznia 1945 na dziedziniec Stefana Batorego na Wawelu zrzucona została bomba lotnicza, która uszkodziła część zamku oraz katedrę.
Marszałek Iwan Koniew został odznaczony przez Radę Państwa PRL Krzyżem Wielkim Orderu Wojennego Virtuti Militari za wyzwolenie i ocalenie Krakowa.

## Upamiętnienie
- W okresie PRL wzniesiono na pl. Wolności pomnik upamiętniający żołnierzy z 59 Armia i 60 Armii 1 Frontu Ukraińskiego poległych o wyzwolenie Krakowa[3].
- 1976 powstał film fabularny Ocalić miasto ukazujący losy mieszkańców Krakowa w czasie ofensywy Armii Czerwonej[4].
- W 1987 odsłonięto w Krakowie pomnik marszałka Iwana Koniewa[5], którego autorem był profesor Antoni Hajdecki. Pomnik zdemontowano w styczniu 1991[6]. Został on na prośbę Rady Narodowej z Kirowa w Rosji przekazany do tego miasta[7].
- Zespół Piwnicy pod Baranami nagrał utwór pt. Marszałek Koniew[7], będący fragmentem wywiadu z prof. Antonim Hajdeckim.